# Sharon Blynn
Sharon Blynn (New York, New York, 1972. január 1. –) amerikai színész, aktivista, modell.
Legismertebb alakítása Soren a Marvel-moziuniverzum filmjeiben. Elsőként a 2019-es Marvel Kapitány című filmben tűnt fel, ezt követte a Pókember: Idegenben (2019). 
A fentiek mellett ő alapította a Bald is Beautiful szervezetet.

## Fiatalkora
Blynn Miamiban nőtt fel, és New York Citybe költözött, hogy főiskolai tanulmányait elvégezze, majd a Columbia Egyetemen diplomázott az etnomikológia alapképzésen  A diploma megszerzése után 1994 és 2000 között a Verve Records marketing ügyvezetőjeként dolgozott.

## Rák aktivista
2000-ben diagnosztizálták nála a petefészekrákot. Három éves kezelés után Sharon 2008-ban legyőzte a rákot. A saját életének és petefészekrákkal kapcsolatos tapasztalatainak ihlette Sharon 2002-ben alapította a Bald is Beautiful nevű szervezetet. A mozgalom fő célja a meglévő társadalmi a szépség és a nőiesség fogalmait ismertető, valamint a petefészekrákkal kapcsolatos tudatosító programok. Sharon 2001 óta kopasz maradt annak érdekében, hogy nyilvánosan képviselje szervezetének üzenetét, és a TV-ben és a filmben dolgozik annak érdekében, hogy a kopasz nő imázsát a mainstream tudatosságba helyezze, és pozitív média referenciákat adjon a nőknek arról, hogy testük miként változhat a kezelés során.
Az elmúlt 17 évben Sharon könyörtelenül dolgozott rákaktivistaként. 2009 novemberében beszélt a madridi Además szervezet „Lo Que de Verdad Importal” programjában. A The Whisper a petefészekrákról szóló dokumentumfilm házigazdája és interjúalanya, amelyet 2010 szeptemberében mutattak be a PBS-en.

## Filmográfia

### Film
| Év   | Magyar cím          | Eredeti cím               | Szerep | Magyar hang |
| ---- | ------------------- | ------------------------- | ------ | ----------- |
| 2019 | Pókember: Idegenben | Spider-Man: Far From Home | Soren  | Eke Angéla  |
| 2019 | Marvel Kapitány     | Captain Marvel            | Soren  | Eke Angéla  |
| 2011 |                     | The Historian Paradox     | Alexia |             |
| 2008 |                     | Secrets                   | a nő   |             |
| 2005 |                     | Last Time I said Goodbye  | Önmaga |             |

### Televízió
| Év   | Magyar cím                 | Eredeti cím   | Szerep        | Megjegyzések              |
| ---- | -------------------------- | ------------- | ------------- | ------------------------- |
| 2017 |                            | The Detour    | Jayden        | 1 epizód: The Heat        |
| 2011 | A hidegsebész              | Body of Proof | Cynthia Marks | 1 epizód: Gross Anatomy   |
| 2011 | Shameless – Szégyentelenek | Shameless     | Kopasz nő     | 1 epizód: Three Boys      |
| 2010 | Hazudj, ha tudsz!          | Lie To Me     | MRI Tech      | 1 epizód: Háborús játékok |